# سونی اریکسون وی۸۰۰
سونی اریکسون وی ۸۰۰ یک تلفن همراه است که توسط شرکت ژاپنی - سوئدی سونی اریکسون ساخته شده و در اواخر سال ۲۰۰۴ عرضه شد. دیگر در بازار موجود نیست. V800 در سه رنگ مشکی، سفید و مسی موجود بود. V800 یک تلفن تاشو 3G است. این دوربین دارای یک دوربین چرخشی است (که می‌تواند تا ۱۸۰ درجه بچرخد) که می‌تواند عکس‌های دیجیتالی با وضوح ۱٫۳ مگاپیکسل بگیرد. از WAP 2.0، GPRS و UMTS پشتیبانی می‌کند. اتصال آن شامل پورت IrDA و بلوتوث است. از آهنگ‌های زنگ پلی فونیک در MIDI تا ۷۲ تن و بازی‌های موبایل در Java ME پشتیبانی می‌کند. حافظه داخلی آن (۶٫۸ مگابایت) را می‌توان با کارت‌های Memory Stick Duo و Memory Stick Duo Pro افزایش داد، دومی تا ۸ گیگابایت، به زودی تا ۱۶ گیگابایت در دسترس خواهد بود.
در ژاپن، اروپا و نیوزلند این گوشی فقط با Vodafone و در سایر کشورها فقط از طریق همکاران Vodafone (مانند Smartone) در دسترس است. یک تلفن مشابه با محفظه‌های مختلف از طریق دیگر اپراتورها در اروپا به نام Sony Ericsson Z800i در دسترس است. نسخه ژاپنی Vodafone 802SE نام دارد. نسخه ژاپنی دارای تفاوت‌های زیبایی است، مانند صفحه کلید ژاپنی و همچنین یک برچسب IMEI با سبک متفاوت در داخل، زیر باتری، و همچنین اجرای سیستم عامل مختلف و بسته‌بندی متفاوت. نسخه ژاپنی در ۳ رنگ موجود است: مسی، سفید و سیاه. در حالی که فقط سفید و سیاه در جای دیگر فروخته شد.